# United Aircraft Zhang Ying R6000
Pour les articles homonymes, voir R6000.
 (octobre 2024).
Le Zhang Ying R6000 ou Lanying R6000 (张英 R6000 en chinois mandarin) est un drone à rotors basculants récemment dévoilé par la Chine, développé par United Aircraft au parc industriel de Wuhu. Bien qu’axé sur l’utilisation civile, son design innovant suscite des intérêts militaires. Sa présentation au Singapore Airshow de 2024, en livrée commerciale et militaire a permis de démontrer l'intégration des capacités civiles et militaires de l’entreprise. Le prototype est present à l'exposition internationale de l'aviation et de l'aérospatiale de Chine de 2024.

## Conception et Développement
Le Lanying R6000 est un tiltrotor sans pilote de 6 tonnes, capable de parcourir jusqu'à 4 000 kilomètres. Développé par United Aircraft, il combine les caractéristiques d'un hélicoptère et d'un avion. C'est donc un aéronef convertible qui marque l'entrée de la Chine parmi les grands avionneurs. Le choix de Wuhu pour l'assemblage s'explique par son écosystème industriel, qui favorise l'innovation avec près de 200 entreprises collaborant sur différents aspects de l'industrie[réf. nécessaire].

## Performances Techniques

### Caractéristiques
- Type : Drone à rotor basculant

- Poids : 6 tonnes

- Vitesse de Croisière : 550 km/h

- Autonomie : 4 000 km

- Capacité de Charge Utile : 2 000 kg

- Plafond de Service : 7 620 m

## Missions
Les principales applications du R6000 inclueront transport de Passagers et transport de Marchandises. Bien que principalement conçu pour un usage commercial, ses capacités semblent également adaptées à des missions telles que la reconnaissance ou la défense maritime.

## Avancées et Perspectives
Le R6000 est inspiré du Bell V-280 Valor  et combine vol vertical et vol conventionnel. Il peut atteindre une vitesse de 550 km/h tout en étant capable de transporter jusqu'à 2 000 kg de fret ou 7 à 10 passagers.

## Développement Futur
Le début du projet remonte à 2021. Le R6000 a été présenté pour la première fois au salon aéronautique de Singapour en février 2024. Sa certification est attendue d'ici 2027,.